# Partjessnijder

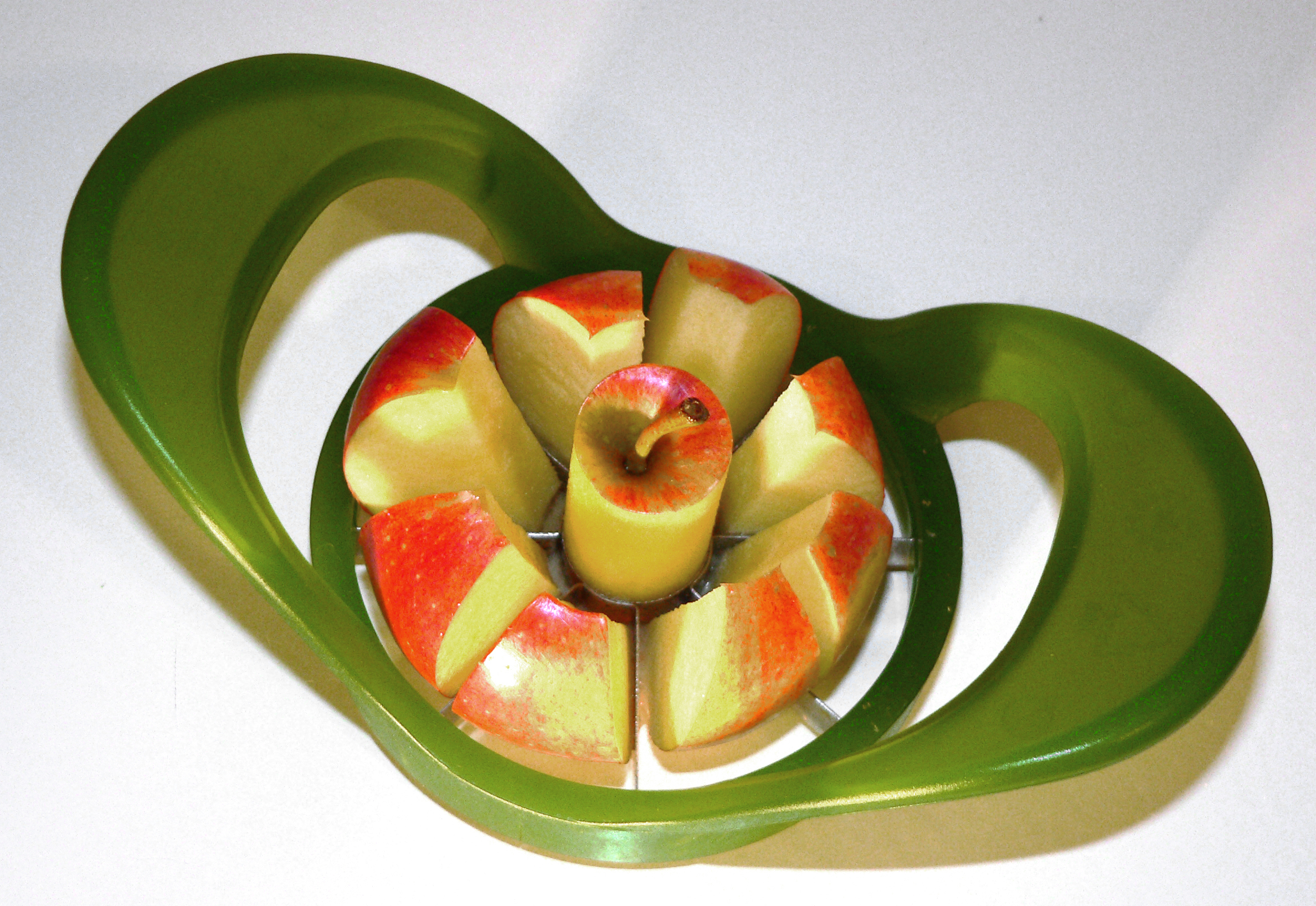
Een met de partjessnijder gesneden appel

Een partjessnijder of appeldeler is een huishoudelijk gereedschap waarmee een appel of een peer in één handeling in partjes kan worden gesneden en van zijn klokhuis kan worden ontdaan. Het bestaat uit een cirkelvormige rand, waarin messen zijn aangebracht die zorgen voor het snijden in de partjes, meestal acht, en het uitsnijden van het klokhuis. Aan de rand zijn handvatten aangebracht. De partjessnijder wordt op de appel of peer geplaatst zodat het steeltje zich middenbovenaan bevindt, en dan met kracht naar beneden geduwd.
De partjessnijder kan de appelboor vervangen bij het verwijderen van het klokhuis, als de rest van de appel niet als geheel of in platte schijven hoeft te worden verwerkt.